# Lista över borgmästare i Ulricehamn
Detta är en lista över staden Ulricehamns borgmästare, innan 1741 Bogesunds stad.

## Borgmästare i Ulricehamn
Borgmästare i Ulricehamns stad före 1971.

### Borgmästare
| Ämbetstid | Namn                  | Levnadstid | Övrigt |
| --------- | --------------------- | ---------- | ------ |
| 1720–1757 | Anders Lundin         | 1694–1757  |        |
|           | Johan Stenström       | 1697–1770  |        |
| 1768–1803 | Erik Unge             | 1736–1803  |        |
| 1803–1811 | Johan Magnus Barckman | 1773–1811  |        |
| 1811–1821 | Carl Adolf Björkman   | 1785–1852  |        |
|           | Anders Westerstrand   | 1779–1847  |        |
| 1847–1856 | Gerdt Johan Stenberg  | 1813–1891  |        |
| 1856–1870 | Henric Lundquist      | 1829–1885  |        |
| 1908–1947 | Carl-Vilhelm Spens    | 1872–1969  |        |